# Isla de Pecixe
La isla de Pecixe (en portugués: Ilha de Pecixe) es una de las islas costeras del país del oeste africano de Guinea-Bisáu, en el océano Atlántico. Se encuentra a unos 50 kilómetros al oeste de la capital, Bisáu, en la desembocadura del río Mansoa. Dista del continente africano en el punto más estrecho por unos 3 km. 
La isla tiene una superficie de 168 kilómetros cuadrados y cuenta con un litoral de unos 68 km. Pertenece a la Región de Cacheu, así como Jeta y Caio. posee una selva tropical a lo largo de la costa muy accidentada, en particular con la presencia de manglares y pantanos. El interior de la isla está dividida por numerosos ríos. El clima es tropical con fuertes lluvias durante los meses de verano. 
Los habitantes de Pecixes pertenecen al pueblo Manjago (o Manjaku). Ellos hablan portugués, además de la lengua vernácula nacional el criollo una lengua propia.